# 타임 클럭

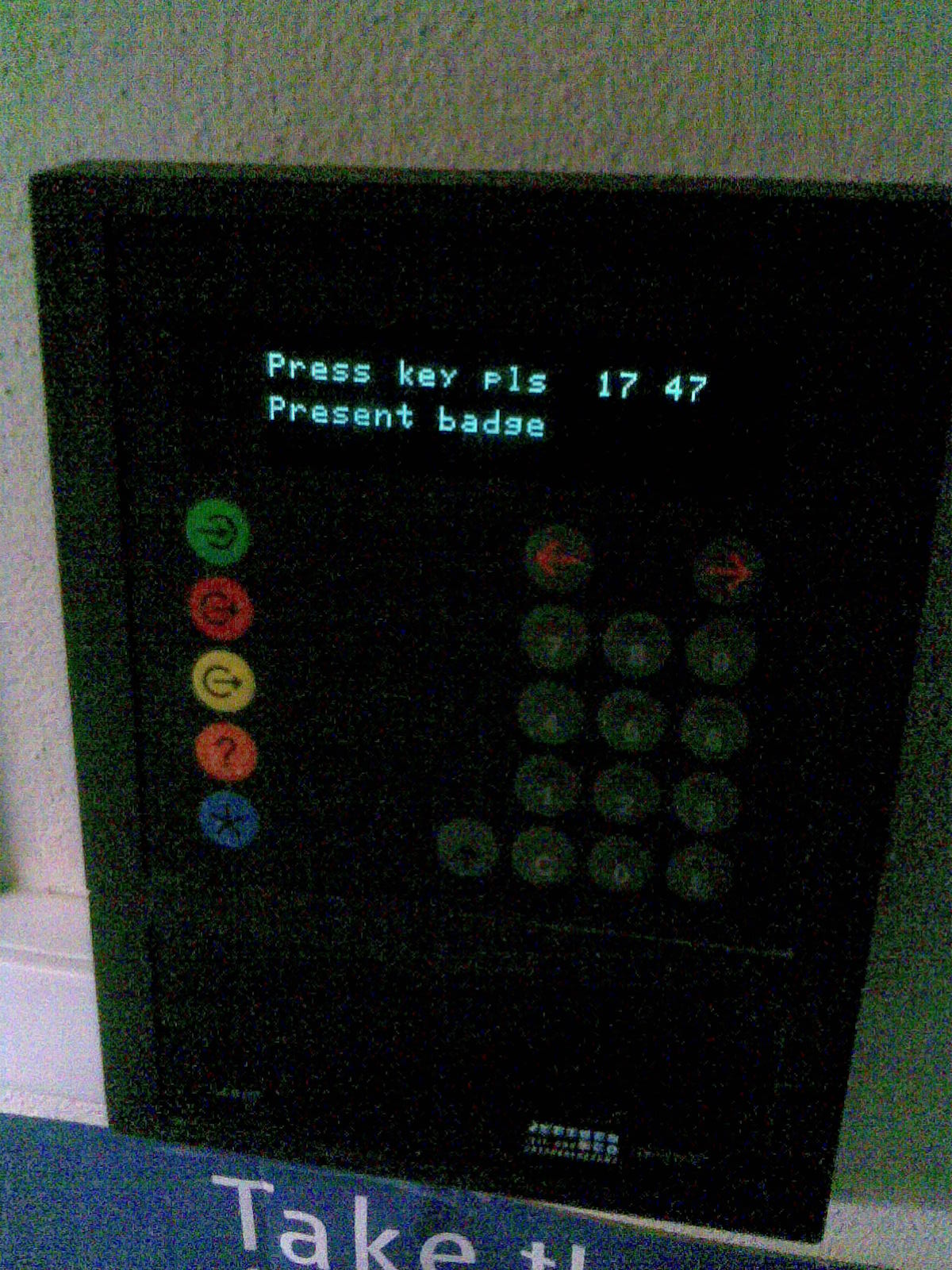

타임 클럭(time clock)은 일터에서 직원들의 출근 시간과 업무 종료 시간을 시간별로 기록하는 장치이다. 유의어로는 시간 기록계로 부른다.
기계식 타임 클럭의 경우 무거운 종이 카드(이른바 타임 카드)를 타임 클럭의 슬롯에 삽입함으로써 이루어졌다. 타임 카드가 슬롯 후면부의 접촉부에 도달할 때 기기는 일일 및 시간 정보(타임스탬프)를 해당 카드에 인쇄하게 된다. 하나 이상의 타임 카드가 타임시트 역할을 하거나 채워넣을 데이터를 제공하게 된다. 이를 통해 시간 기록원은 직원에게 줄 급료를 계산하기 위한 공식 기록을 보유할 수 있게 된다.

## 같이 보기
- 타임키퍼
- 대국 시계
- 스톱워치